# اين جونز
اين جونز (بالإنجليزية: Wayne Jones )‏ (مواليد عام 1954) هو سياسي، من الولايات المتحدة الأمريكية، هو عضوٌ في الحزب الديمقراطي الأمريكي.

## مناصب
تولى منصب عضو مجلس نواب أوهايو.